# Малі Крушлинці
Малі́ Крушли́нці — село в Україні, у Вінницькій міській громаді Вінницького району Вінницької області.

## Географія
Село розташоване за 14 км від міста Вінниці. Відстань автошляхами до Вінниці — 18 км. Село стоїть на річці Хомутка. В околицях села, на території Турбівського лісництва, знаходиться ботанічна пам'ятка природи місцевого значення - Сосна кримська.

### Клімат
Лежить село на 49° пн. ш., тобто в середніх широтах, що визначає помірність її клімату. Для села властиве тривале неспекотне, досить вологе літо та порівняно коротка не сувора зима. Середня температура січня −5,8 °С, липня +18,3 °С. Річна кількість опадів 638 мм.
Із несприятливих кліматичних явищ на території села спостерігаються хуртовини (від 6 до 20 днів на рік), тумани в холодний період року (37-60 днів), грози з градом (3-5 днів). Тривалість світлового дня коливається від 8 до 16,5 годин.

## Історія

### Назва
Назва «Малі Крушлинці» пішла від місцевості, де поселилися перші мешканці, яка була розташована на березі річки, зарослої низькорослим лісом-чагарником крушиною.
За іншою версією село отримало свою назву від прізвища шляхтича М. Хрушлинського, який отримав право власності на ці землі від вінницького старости Юрія (Єжи) Струся.

### Малі Крушлинці на рубежі XIX-ХХ століть
На початок XIX ст. село належало Лосмінському генерал-майору колишнього польського війська, переданого йому у 1808 році. На цей час село нараховувало 358 селянських дворів. У 1797 році в селі була побудована кам'яна церква, яка зведена на місці дерев'яної, що була знищена пожежею.
Згідно з даними «Трудов Подольского епархиального историко-статистического комитета» під редакцією Евфимія Сицинського 1901 року село розташоване у болотистій низовинній місцевості. Жителі православні, 1/4 населення католики, для яких в селі є каплиця. Як православні, так і католики займаються землеробством, відправляються на заробітки в найближчі цукрові заводи і на бурякові плантації до сусідніх поміщиків. На початок XIX ст. село належало Лосмінському генерал-майору тодішнього польського війська, переданого йому у 1808 році. На цей час село нараховувало 358 селянських дворів. У 1797 році в селі була побудована кам'яна церква, яка зведена на місці дерев'яної, що була знищена пожежею.
З 1858 року існувала церковно-приходська школа, яка знаходилась у дерев'яному будинку, побудованому на кошти громади.
До скасування кріпосного права селяни та інші прихожани церкви мали обов'язок працювати на користь церкви, а також платити натуральний оброк. Після1861 року держава звернулась до громади села через мирових посередників, щоб ті домовились про добровільне грошове утримання духовенства замість натурального оброку на користь Покровської Церкви.
В цей час селяни повинні були платити великі податки державі, ще більшим був поземельний оброк, крім цього страхові збори, мирські платежі. Кожна ділянка власника складалась з 9 десятин орної та 2 десятин сінокісної землі. На 1 липня 1872 року було 593 особи чоловічої статі колишніх державних селянських дворів і сімейств — 171 відставних дворів і сімейств— 37. Для відбування військової повинності стояло на обліку 666 чоловік, з них 648 селян, 4 євреї, 2 з духовенства, 2 дворян. На 1890 рік село було досить заможним, про що свідчить сума продовольчого капіталу, який зберігався у Державному банку і становив 6900 рублів 18 копійок, — найбільше з усіх 24 сіл Гавришівської волості. Селяни вирощували в цей час в основному озимі і ярі культури зернових, а також картоплю, яка займала найбільші площі. На початок 20 століття податки залишались ті ж самі, найбільшим залишався державний земельний податок.

## XX століття

### Російська імперія
На 1916 рік, старостою на селі був Мазурук Олександр, збирачем податків Сава Ткачук, які і відповідали за збір податків, звітувались на сільському сході.
У Гавришівське волосне правління вносились мирські податки на волосні потреби, а на сільські потреби — сільському старості, у сумі 50 руб., збирачу податей — 25 руб., крім того - поліцейським, десятським, церковному старості, нагляду запасного магазину, церковному сторожу, сторожу села, пожежному старості, нічним караульним села, польовим сторожам, за найм квартир і утримання новобранців при призиві, вносилась плата за оплату загального боргу. На цей час село нараховувало 426 дворів з населенням більше 2000 чоловік, не було поміщицької землі.
В часи революції 1905—1907 років не було яскравих подій, а є лише поодинокі перекази появи агітатора, який приносив селянам політичну літературу, що закликала до повалення влади царя і поміщиків.
Під час Першої світової війни 400 чоловік було забрано на фронт, де більшість із них загинули.

### Перша половина ХХ століття
На 1921 рік у селі було 437 дворів (2565 жителів), — найбільше з усіх сіл Гавришівської волості. З метою поширення освіти і культурно-просвітницької роботи серед населення села у липні 1921 року створена «Просвіта», існувала трудова школа, учителями був організований драматичний гурток із 6 чоловік (4 чоловіки і 2 жінки), хоровий гурток — 27 чол., існувала бібліотека з фондом 95 книг.
Згідно Декрету ВУЦВК і РНК УСРР на селян наклали натуральний податок, який збирався дуже жорстко, сплату перекладати з бідних на багатих, а в разі несплати призначався строк — 48 годин, а ні, — відбирали 50 % наділу землі, призначали примусові роботи на різний строк, як правило 3 місяці, ув'язнення в ДОПР на 6 місяців. Для цього на селі працювала виїзна сесія Подільського Ревтрибуналу. Селяни часто приховували кількість землі, щоб зменшити податки, але комісія виявляла і карала винних. Так у 1922 році було виявлено приховуваної землі в розмірі 2841 десятини.
Вся земля і власність була переписана. Подвірний податок по одноосібних господарствах знімався окремо і становив 32000 рублів по всьому селу з 4 господарств, — 6000 руб. — найменший і найбільший 10 000 руб. Число господарств, що обкладались грошовими податками становило 550.
Вже 1919 року визначалась така категорія селян, як куркулі. Створені комітети бідноти (комнезами) відбирали «залишки» землі у куркулів та заможних селян і розподіляли ці землі між безземельними та малоземельними односельчанами. Відбирались також церковні землі та церковні будови. Так у 1922 році були описані -будинок, де жив священик, 1892 р. побудови, клуня під соломою, 0,40 десятин землі.
Створена у 1921 році трудова школа, знаходилась у дореволюційному приміщенні школи та інших будинках і працювала у дві зміни через брак кімнат. Відвідували школу лише 25 % учнів, приладдям школа була забезпечена на 40 %. На 1925—1926 навчальний рік нараховувалось 176 учнів, класів — 2, Учні приходили в школу пізно восени і покидали навчання ранньою весною через погані побутові умови та необхідність працювати вдома.
Основним провідником політики на селі була сільрада, яка призначала комісії з різних питань.
Так на 1926 рік існує вже машинне товариство, громадська драчка і січкарня. У 1927 році заснували дитячий садок (дитячі ясла не можна було відкрити через брак приміщень), щоб перевести учнів школи на однозмінне навчання зробили ще 1 клас у колишньому церковному будинку. З 22 червня 1924 року засновано сільськогосподарське товариство «Згода будує», яке на початок заснування нараховувало 52 пайщики, вступний внесок становив 50 коп.
В цей час іде робота по колективізації і збору єдиного сільськогосподарського податку. Для цього село поділялось на десятихатників і стохатників, призначена комісія-трійка з району. Десятихатники звітували перед стохатниками, а ті в свою чергу перед сільрадою. З метою зміцнення позиції радянської влади усе село підлягало вступу в Червону Армію по досягненню чоловіками призовного віку. У хаті-читальні проводились читання, ліквідація неписьменності дорослих, працював драматичний гурток, давали поради селянам з господарювання. Існувала читальня на власні кошти, — від збору за вистави, здачу в оренду землі — 1 — десятин.
У вересні 1925 року в селі з'явився трактор «Форзон» — 20 к.с, крім того був плуг марки «ДІФА», молотарка «С. О.28» і січкарня. Придбаний був трактор частково за готівку (600 руб.), частково за кредитні кошти — 1278 руб. Так у 1929 році в селі існувало Стадницьке с/г товариство, садово-городньо-пасічникове товариство, ТСОЗ «Малокрушлинецьке», «бурякове товариство», яке було приєднано до Гавришівського. В кінці 1929 року заснований колгосп, в який ввійшли 125 господарів. Головою став присланий робітник двадцятитисячник Олексієв Дмитро Васильович. Поряд із колективізацією повним ходом відбувалися політичні репресії у стосунку заможних селян (в окупаційній історіографії та пропаганді ці заходи називалися «розкуркулюванням»). Так у 1930 році на початок весняно-польових робіт 15 чоловік було позбавлено засобів виробництва, землі та всіх громадянських прав — комісія по розкуркуленню працювала у кількості 8 чоловік і 3 виконавці збирали все по опису і зобов'язували господарів покидати помешкання в триденний термін. Тим одноосібникам, які не оформились у колгосп, землі виділяли у клинах, яких у селі було 4.
Держава надавала деяку допомогу колгоспу. У квітні 1930 року, по наряду райкоопспілки, на відгодівлю надіслали 30 голів молодняка ВРХ, з яких 16 після обстеження відправили на беконну. Почалося будівництво зерносховища і стайні, почався облік, якого практично не було, на 29 липня існувала пайка із 11 вуликів, з яких 2 були порожні.
Для будівництва господарських будівель розбирали і використовували будівельний матеріал з конфіскованих під час «розкуркулювання» будівель, — клунь, хлівів, комор.
На 1939 рік Вінницька область давала близько 20 % цукру, що виробляв весь СРСР.Збільшились посіви цукрових буряків в селі.

### Німецько-радянська війна

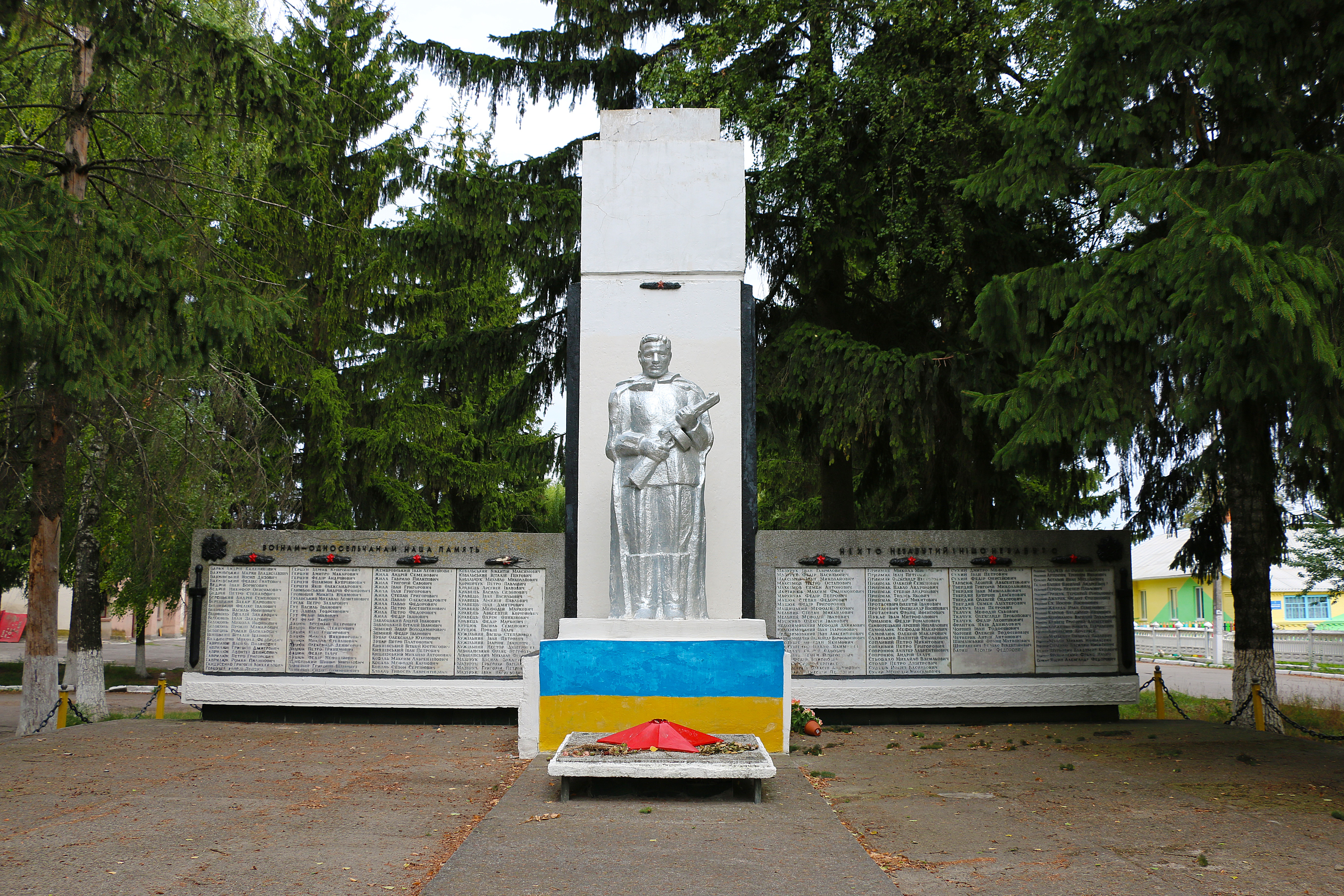
Братська могила і пам'ятник воїнам-односельчанам, загиблим на фронтах німецько-радянської війни у с. Малі Крушлинці біля сільської ради

22 червня 1941 року почалась радянсько-німецька війна і вже 18 липня 1941 року німці захопили село. Вся Вінницька область була окупована на кінець липня і розчленована на 2 частини. Південні і південно-західні райони по лінії Могилів-Подільський— Жмеринка-Бершадь передали Румунії і увійшли до Трансістрії (Задніпров'я), решта районів до Рейхскомісаріату України з включенням до Житомирського генерального округу.
За період німецької окупації були нанесені селу збитки і втрати на суму 139650 крб.
Люди вирішили, що німців буде переможено, і відмічались випадки збереження у себе вдома колгоспного майна. У 1943 році під селом був збитий радянський літак, і жителі села, переховуючи льотчика і ризикуючи життям, зберегли йому життя.
В березні 1944 року село було звільнено від військ гітлерівської коаліції, 176 солдатів різних національностей загинуло у боях за звільнення села і поховано у братській могилі та інших сільських кладовищах. Зразу ж після звільнення жителі села взялись за відбудову, і вже в 1948 році колгосп по виробництву с/г продукції досяг довоєнного рівня.

### Повоєнний час
Вже у 1947 році в колгоспі працювало 8 бригад, 49 ланок (395 колгоспників). Колгоспникам на 1 трудодень видавали 0,25 крб., зерна 0,475 кг. У той час у колгоспі було 2 конюшні (на 300 коней), 2 корівники (на 200 корів), 1 телятник (на 100 телят). 1 свинарник (на 100 свиней), 1 вівчарня (на 150 овець), 4 зерносховища (на 600 тонн), 1 картоплесховище (на 150 тонн). Землі нараховувалось 2620,45 га.
Поступово село відроджувалось, зростала економіка. Коли на 1 січня 1947 року населення села нараховувало 2016 чоловік, то у 1951 році кількість збільшилась до 3001 чоловік, дворів було вже 961. Зросло поголів'я тварин, збільшились врожаї зернових, картоплі і цукрового буряку. Зарплата колгоспників вже становила грішми 1 крб. 50 коп, 1,0 кг зерна на один трудодень. В 1953 році реконструйовано ставок площею 40 га, закладено фруктовий сад площею 85 га. У 1954 році розпочалось будівництво клубу, в 1955 році збудовано дитячі ясла, добудовано приміщення школи, незабаром були збудовані і цегляні ферми для тварин. В 1956році колгосп ім. Леніна за значні успіхи у зростанні врожайності зернових та технічних культур та розвитку тваринництва держава нагородила дипломом І ступеня і преміювала вантажним автомобілем. Про зростання добробуту односельчан свідчило масове будівництво цегляних будинків громадянами і громадських споруд, покритих шифером, залізом і черепицею. В 1976 році у селі почала працювати середня школа, працював медпункт, 2 магазини, перукарня, лазня, дитячий садок, незабаром була збудована контора колгоспу, де також розміщувалась сільрада, ощадкаса та пошта. На 80-ті роки колгосп ім. Леніна стає мільйонером (прибутки господарства сягнули більше 1 млн крб.), був побудований автомобільний парк. Селом прокладена асфальтована дорога, до села — кам'яна бруківка — шосейна дорога.

### Часи Незалежності
Після розпаду СРСР у 1991 році змінюється і економіка села, яка має багатоукладний характер. Приватизація державної і колективної власності дала змогу створити приватні підприємства та фермерські господарства.
Сьогодні у селі працює 7 приватних підприємств в галузі роздрібної торгівлі, вирощування та переробки риби, вирощування хутрових звірів, отримання перепелиних яєць, обслуговування населення.
З 1992 року колгосп ім. Леніна перейменований у колективне сільськогосподарське підприємство ім. Леніна, а у 2000 році реформоване у сільськогосподарське товариство з обмеженою відповідальністю (СТОВ) «Малі Крушлинці». В результаті розпаювання господарства колишні колгоспники отримали земельні паї у розмірі 2 га та майнові паї — в залежності від стажу праці та зарплати.
6 червня 1998 року стало радісним днем доля віруючих римо-католицької громади села. В цей день було збудовано каплицю, яку 2003 року було освячено.
Поступово зростає добробут населення. Сьогодні усе село газифіковане. Кількість населення села за роки незалежності нашої держави зменшилась. Кількість померлих перевищує щорічно кількість народжених. На початок 2006 року кількість населення становить 1684 чоловік, дворів 675.
Кількість учнів у місцевій школі I-III ступенів теж зменшилась і становить 207 учнів. У школі з'явилися сучасні засоби навчання — комп'ютери. З цієї нагоди відкрито комп'ютерний клас. У 2006 році школа була газифікована.
У 2016 році проведено ремонт греблі.

## Населення

### Мова
Розподіл населення за рідною мовою за даними перепису 2001 року:
| Мова            | Кількість | Відсоток |
| --------------- | --------- | -------- |
| українська      | 1675      | 99.47%   |
| російська       | 8         | 0.47%    |
| інші/не вказали | 1         | 0.06%    |
| Усього          | 1684      | 100%     |